# مفيد قويقس
مفيد قويقس (21 نوفمبر 1958 - 4 يناير 2019) هو شاعرٌ فلسطيني، يُعد من شعراء المقاومة.

## حياته
وُلد مفيد قويقس في قرية يركا بتاريخ 21 نوفمبر (تشرين الثاني) 1958 م. أنهى دراسته الابتدائية والثانوية فيها، لكنه لم يواصل دراسته بسبب صعوبة الأوضاع، واختار مجال الأعمال الحرة. انضم فيما بعد إلى الحزب الشيوعي الفلسطيني، ونتيجةً لذلك اعتُقل عدة مرات، كما خضع للإقامة الجبرية. كان ينشر قصائده في صحف الحزب الشيوعي الفلسطيني.
تأثر مفيد بشعر محمود درويش، كما يُعد من شعراء المقاومة. صدر ديوانه الشعري الأول عام 1980 م تحت عنوان «على ضفاف جرحي نما الزيتونة والغار»، ثم انقطع عن الظهور والنشر لفترة 20 عامًا لأسبابٍ شخصية، وعاد بعدها للنشاط وإلى الساحة الأدبية.
كُرم في الداخل من عدة منتديات أدبية ومراكز ثقافية في القرى والمدن العربية، كما شارك في عددٍ من النشاطات سياسية هناك.

## مؤلفاته
وضع مفيد عددًا من المؤلفات، منها:
- «على ضفاف جرحي نما الزيتون والغار»
- «الغضب»
- «ذاكرة انتظار»
- «عشريات ومقطوعات»
- «بكلتا يدي»

## وفاته
توفى مفيد قويقس في قرية يركا بتاريخ 4 يناير (كانون الثاني) 2019 م، عن عمرٍ ناهز 60 عامًا.